# 房山紫堇
房山紫堇（学名：Corydalis fangshanensis）为罂粟科紫堇属下的一个种。

## 扩展阅读
維基物種上的相關：房山紫堇